# 2030 (singolo)
2030 è un singolo del gruppo musicale italiano Articolo 31, pubblicato nel 1996 come terzo estratto dal terzo album in studio Così com'è.

## Descrizione
Il brano parte con un pezzo parlato, che simula la registrazione fatta nel 2035 da un agente del "nucleo operativo censura audio" mentre archivia un brano dal contenuto sovversivo, e per questo sequestrato. L'agente fa riferimento anche alla condanna degli autori, che sarebbero stati processati e condannati a riprogrammazione neuronica nel 2031. Il testo parla di un futuro distopico sconvolto da vari accadimenti che fanno ripensare con nostalgia agli anni novanta: tra i vari elementi che caratterizzano l'Italia del 2030 emergono un clima di notevoli tensioni sociali, lo smembramento della nazione in tanti staterelli a seguito delle spinte secessioniste, una crescente alienazione sociale dovuta anche alla diffusione di una malattia infettiva altamente contagiosa e dal rapidissimo decorso e il carattere inerte e conformista della maggior parte della popolazione. L'ambiente è inquinato tanto che "il cielo quasi non si vede più", e il potere è stato assunto da un'élite che cerca di mantenerlo con il monopolio dell'informazione e dell'intrattenimento ("C'è un comitato di censura audio, valutano, decidono, quello che sì, quello che no, ci danno musica innocua dopo il collaudo"). Di fronte a un simile sconforto, il duo crede di potersi consolare solo aggrappandosi ai ricordi degli anni novanta, quando ancora questo cupo scenario non si era realizzato, e la musica avrebbe ancora potuto salvare il mondo.
A posteriori, alcune testate giornalistiche hanno riscontrato come il testo sia risultato sotto certi aspetti drammaticamente attuale e a tratti profetico.

## Video musicale
Nel video viene mostrato il duo che viene deportato da un gruppo di soldati donne, probabilmente per aver denunciato nella loro canzone l'orribile scenario del 2030.

## Tracce
1. 2030 (Versione Videoclip) – 4:18
2. Spaghetti Funk – 6:18
3. Spaghetti Funk (Strumentale) – 6:18
4. Spaghetti Funk (Versione Shackerata) – 6:11
5. Spaghetti Funk (Versione Shackerata Strumentale) – 6:11